# World Rubik's Cube Championship 2011
Il World Rubik's Cube Championship 2011 è stato il 6º campionato mondiale di speedcubing, ovvero un torneo nella risoluzione del Cubo di Rubik e puzzle simili, tenutosi a Bangkok in Thailandia. È stata l'ultima edizione dei campionati mondiali che ha avuto come eventi Rubik's Magic e Rubik's Master Magic dato che questi verranno rimossi ufficialmente dalla WCA il 1º gennaio 2013. Se non verranno aggiunti nuovi eventi, questa edizione, insieme a quella precedente, sarà quella con il maggior numero di eventi (19). La competizione non ha superato il record di partecipanti fatto registrare due anni prima in Germania, ma detiene il record per il maggior numero di paesi con almeno un rappresentante (35).

## Classifiche
Le classifiche seguenti riguardano soltanto i turni finale di ogni singolo evento. La maggior parte degli eventi ha avuto 1 o più turni preliminare per selezionare i migliori speedcuber, in base alla media, che hanno così potuto accedere alle finali.

### 3×3
| Posizione | Persona           | Paese       | Media | Tempi                             | Record singolo | Record media     |
| --------- | ----------------- | ----------- | ----- | --------------------------------- | -------------- | ---------------- |
| 1         | Michał Pleskowicz | Polonia     | 8"65  | (8"94) (7"68) 8"41 8"72 8"83      |                | Record nazionale |
| 2         | Rowe Hessler      | Stati Uniti | 9"56  | (8"52) 8"77 (10"61) 10"02 9"90    |                |                  |
| 3         | Feliks Zemdegs    | Australia   | 9"58  | 9"21 9"46 (11"55) 10"06 (9"13)    |                |                  |
| 4         | Giovanni Contardi | Italia      | 9"73  | (10"40) 10"30 10"28 8"61 (7"96)   |                |                  |
| 5         | Yumu Tabuchi      | Giappone    | 10"44 | (11"25) 10"05 (9"59) 11"06 10"21  |                |                  |
| 6         | Mats Valk         | Paesi Bassi | 10"53 | (8"21) 10"86 10"83 9"90 (11"00)   |                |                  |
| 7         | Yu Nakajima       | Giappone    | 10"62 | (14"28) 10"81 10"61 (8"81) 10"43  |                |                  |
| 8         | Bence Barát       | Ungheria    | 10"84 | (12"96) (10"03) 11"78 10"44 10"31 |                |                  |
| 9         | Sergej Rjabko     | Russia      | 11"20 | 10"28 10"55 (9"18) (14"25) 12"78  |                |                  |
| 10        | Paolo Moriello    | Italia      | 11"36 | (9"31) 11"13 11"36 11"59 (DNF)    |                |                  |
| 11        | Hao-Zheng Lin     | Taiwan      | 11"83 | (11"30) (13"19) 11"31 11"33 12"86 |                |                  |
| 12        | Kailong Li        | Cina        | 13"56 | (15"43) 11"84 12"93 (DNF) 12"33   |                |                  |

### 4×4
| Posizione | Persona                | Paese       | Media | Tempi                             | Record singolo   | Record media     |
| --------- | ---------------------- | ----------- | ----- | --------------------------------- | ---------------- | ---------------- |
| 1         | Feliks Zemdegs         | Australia   | 35"22 | 33"33 38"71 (33"28) 33"63 (39"33) |                  | Record mondiale  |
| 2         | Giovanni Contardi      | Italia      | 36"38 | 39"15 (40"91) 35"75 34"25 (31"21) | Record europeo   |                  |
| 3         | Mats Valk              | Paesi Bassi | 40"60 | 39"50 40"40 (36"47) 41"91 (44"52) |                  |                  |
| 4         | Syuhei Omura           | Giappone    | 41"84 | 44"08 (34"15) (47"31) 40"03 41"40 |                  |                  |
| 5         | Yu Sajima              | Giappone    | 41"93 | (36"58) 40"19 (54"84) 43"77 41"83 |                  |                  |
| 6         | Yu Nakajima            | Giappone    | 42"07 | (47"88) 45"81 40"03 (38"25) 40"36 |                  |                  |
| 7         | Mitsuki Gunji          | Giappone    | 42"41 | (46"55) 42"27 (38"40) 45"38 39"59 |                  |                  |
| 8         | Dan Cohen              | Stati Uniti | 42"89 | 46"71 (47"40) 40"55 41"40 (37"91) |                  |                  |
| 9         | Yumu Tabuchi           | Giappone    | 43"09 | 44"97 40"63 (46"46) (37"30) 43"66 |                  |                  |
| 10        | Kailong Li             | Cina        | 43"33 | 45"53 (51"06) (37"41) 44"71 39"75 |                  |                  |
| 11        | Howard Wong Jun Yen    | Malaysia    | 43"64 | (42"18) 45"27 42"88 42"78 (50"97) |                  | Record nazionale |
| 12        | Hao-Zheng Lin          | Taiwan      | 44"42 | (52"93) 43"63 43"46 46"16 (40"40) |                  |                  |
| 13        | Simon Westlund         | Svezia      | 44"64 | (50"18) 42"55 47"80 43"58 (42"22) |                  |                  |
| 14        | Asia Konvittayayotin   | Thailandia  | 45"21 | 44"44 (51"78) 47"78 (32"53) 43"40 | Record nazionale |                  |
| 15        | Daiki Matsumoto        | Giappone    | 47"44 | (44"27) 45"44 46"80 (53"13) 50"09 |                  |                  |
| 16        | Nipat Charoenpholphant | Thailandia  | 49"58 | (43"80) 52"56 48"93 47"25 (53"96) |                  |                  |

### 5×5
| Posizione | Persona              | Paese       | Media   | Tempi                                       | Record singolo      | Record media     |
| --------- | -------------------- | ----------- | ------- | ------------------------------------------- | ------------------- | ---------------- |
| 1         | Feliks Zemdegs       | Australia   | 59"94   | 59"59 58"41 1'01"81 (1'05"40) (56"22)       | Record mondiale     | Record mondiale  |
| 2         | Dan Cohen            | Stati Uniti | 1'09"40 | 1'09"68 1'11"30 (1'14"66) 1'07"21 (57"44)   | Record panamericano |                  |
| 3         | Yu Nakajima          | Giappone    | 1'11"00 | 1'10"86 1'11"93 1'10"22 (58"53) (1'13"58)   | Record asiatico     |                  |
| 4         | Asia Konvittayayotin | Thailandia  | 1'13"38 | (1'28"25) (1'09"28) 1'17"30 1'13"52 1'09"31 |                     |                  |
| 5         | Syuhei Omura         | Giappone    | 1'16"18 | (1'09"61) (1'26"28) 1'11"69 1'11"77 1'25"08 |                     |                  |
| 6         | Bence Barát          | Ungheria    | 1'16"57 | 1'13"61 (1'24"59) (1'10"90) 1'20"18 1'15"93 |                     |                  |
| 7         | Kevin Hays           | Stati Uniti | 1'18"19 | (1'03"05) 1'10"58 1'12"81 (1'35"03) 1'31"18 |                     |                  |
| 8         | Kailong Li           | Cina        | 1'18"34 | 1'15"43 (1'12"93) (1'23"88) 1'18"25 1'21"34 |                     |                  |
| 9         | Erik Akkersdijk      | Paesi Bassi | 1'09"50 | 1'18"94 1'16"66 1'22"91 (1'07"86) (DNF)     |                     |                  |
| 10        | Yumu Tabuchi         | Giappone    | 1'20"07 | 1'21"00 1'20"75 (1'27"50) 1'18"47 (1'12"16) |                     |                  |
| 11        | Howard Wong Jun Yen  | Malaysia    | 1'21"01 | 1'17"75 1'22"83 1'22"46 (1'16"33) (1'22"93) |                     | Record nazionale |
| 12        | Gomain Ngernseng     | Thailandia  | 1'25"25 | 1'25"38 1'24"16 (1'21"36) 1'26"21 (1'27"53) |                     |                  |
| 13        | Mats Valk            | Paesi Bassi | 1'25"56 | 1'28"55 (1'31"66) 1'28"46 1'19"66 (1'15"19) |                     |                  |
| 14        | Hsuan Chang          | Taiwan      | 1'25"69 | 1'26"55 1'30"66 (1'31"97) (1'19"66) 1'19"86 |                     |                  |
| 15        | Takayuki Ookusa      | Giappone    | 1'28"33 | (1'35"58) 1'34"77 1'20"09 (1'12"83) 1'30"13 |                     |                  |
| 16        | Hao-Zheng Lin        | Taiwan      | 1'29"18 | (1'35"94) 1'32"11 1'29"75 (1'21"52) 1'25"69 |                     |                  |

### 2×2
| Posizione | Persona                | Paese       | Media | Tempi                        | Record singolo   | Record media |
| --------- | ---------------------- | ----------- | ----- | ---------------------------- | ---------------- | ------------ |
| 1         | Feliks Zemdegs         | Australia   | 2"71  | 2"72 2"81 (1"91) 2"59 (4"46) |                  |              |
| 2         | Michał Pleskowicz      | Polonia     | 2"74  | 2"75 (1"61) 2"68 (4"33) 2"78 |                  |              |
| 3         | Nipat Charoenpholphant | Thailandia  | 2"89  | 3"15 (1"72) 2"81 (3"22) 2"71 |                  |              |
| 4         | Cameron Stollery¹      | Australia   | 2"99  | (2"53) (DNF) 3"27 3"00 2"69  |                  |              |
| 5         | Mats Valk              | Paesi Bassi | 3"05  | (DNF) (1"84) 2"52 2"47 4"16  |                  |              |
| 6         | Cornelius Dieckmann    | Germania    | 3"27  | 2"68 (1"63) (5"18) 4"36 2"78 |                  |              |
| 7         | Milán Baticz           | Ungheria    | 3"44  | 3"09 (1"56) (DNF) 3"53 3"71  | Record nazionale |              |
| 8         | Bence Barát            | Ungheria    | 3"54  | (3"81) (2"05) 3"69 3"21 3"72 |                  |              |
| 9         | Kevin Guillaumond      | Francia     | 3"85  | 3"77 (2"11) 3"58 4"21 (4"31) |                  |              |
| 10        | Daiki Matsumoto        | Giappone    | 3"89  | (3"34) 3"86 3"75 (4"38) 4"05 |                  |              |
| 11        | Simon Westlund         | Svezia      | 3"98  | (3"43) (5"03) 3"72 4"78 3"43 |                  |              |
| 12        | Asia Konvittayayotin   | Thailandia  | 4"24  | (3"13) (5"18) 4"88 3"90 3"94 |                  |              |
| 13        | Kailong Li             | Cina        | 4"36  | 4"56 (4"80) 4"77 3"75 (3"56) |                  |              |
| 14        | Renhard Julindra       | Indonesia   | 4"60  | 4"46 (5"19) (3"44) 4"68 4"66 |                  |              |
| 15        | Leong Wing Sik         | Malaysia    | 4"89  | (2"75) 5"47 3"59 5"61 (5"80) |                  |              |
| 16        | Tim Major              | Australia   | 5"38  | 4"61 6"15 (3"96) (8"44) 5"38 |                  |              |

¹ Cameron Stollery inizialmente classificato 3º con una media di 2"74 (ed ex aequo ma in svantaggio per via del tempo migliore in assoluto) è stato retrocesso in 4ª posizione in quanto la sua seconda risoluzione presentava un'infrazione del regolamento e quindi considerata DNF.

### 3×3 BLD²
| Posizione | Persona                    | Paese       | Media   | Tempi               | Record singolo   | Record media |
| --------- | -------------------------- | ----------- | ------- | ------------------- | ---------------- | ------------ |
| 1         | Zane Carney                | Australia   | 31"41   | 41"55 38"52 31"41   | Record oceaniano |              |
| 2         | Yuhui Xu                   | Cina        | 31"91   | 31"91 DNF DNF       |                  |              |
| 3         | Muhammad Iril Khairul Anam | Indonesia   | 36"71   | 36"71 DNF DNF       | Record nazionale |              |
| 4         | Marcell Endrey             | Ungheria    | 38"65   | 39"84 38"65 DNF     |                  |              |
| 5         | Cornelius Dieckmann        | Germania    | 50"58   | 50"58 DNF 54"63     | Record nazionale |              |
| 6         | Bence Barát                | Ungheria    | 51"38   | 51"83 DNF DNF       |                  |              |
| 7         | François Courtès           | Francia     | 57"22   | 1'04"65 57"22 DNF   | Record nazionale |              |
| 8         | Amos Tay Swee Hui          | Malaysia    | 59"71   | DNF DNF 59"71       |                  |              |
| 9         | Aldo Feandri               | Indonesia   | 1'03"03 | DNF 1'08"86 1'03"03 |                  |              |
| 10        | Luchen Zhang               | Cina        | 1'15"52 | 1'20"63 DNF 1'15"52 |                  |              |
| 11        | Simon Westlund             | Svezia      | 1'22"58 | 1'22"58 DNF DNF     |                  |              |
| 12        | Apichai Boonnuam           | Thailandia  | 1'26"34 | DNF 1'51"50 1'26"34 |                  |              |
| 13        | Chris Hardwick             | Stati Uniti | 1'43"63 | DNF 1'43"63 DNF     |                  |              |
| 14        | Dan Cohen                  | Stati Uniti | 1'52"50 | DNF DNF 1'52"50     |                  |              |
| 15        | Henrik Buus Aagaard        | Danimarca   | 2'14"80 | 2'14"80 2'20"90 DNF |                  |              |
| 16        | Feliks Zemdegs             | Australia   | DNF     | DNF DNF DNF         |                  |              |

² Cubo di Rubik risolto da bendati (Blindfolded).

### 3×3 OH³
| Posizione | Persona                       | Paese       | Media | Tempi                             | Record singolo | Record media |
| --------- | ----------------------------- | ----------- | ----- | --------------------------------- | -------------- | ------------ |
| 1         | Arifumi Fushimi               | Giappone    | 15"56 | 15"05 (13"19) (18"40) 17"15 14"47 |                |              |
| 2         | Yumu Tabuchi                  | Giappone    | 15"57 | 15"02 (13"97) 17"55 (15"78) 15"91 |                |              |
| 3         | Nipat Charoenpholphant        | Thailandia  | 15"93 | (19"08) 16"19 15"84 (14"86) 15"75 |                |              |
| 4         | Michał Pleskowicz             | Polonia     | 16"15 | 14"83 16"41 (12"86) 17"21 (20"31) |                |              |
| 5         | Peerawich Hiranpaphakorn      | Thailandia  | 16"67 | 17"41 16"25 (18"44) (15"78) 16"34 |                |              |
| 6         | Feliks Zemdegs                | Australia   | 16"84 | (14"31) 15"13 17"81 (DNF) 17"58   |                |              |
| 7         | Kanneti Sae Han               | Francia     | 17"78 | 17"56 18"61 17"18 (16"41) (19"66) |                |              |
| 8         | Baramee Pookcharoen           | Thailandia  | 17"81 | (19"09) 17"46 (15"08) 18"90 17"08 |                |              |
| 9         | Rowe Hessler                  | Stati Uniti | 17"83 | 17"97 (14"43) 17"05 18"46 (20"61) |                |              |
| 10        | Mats Valk                     | Paesi Bassi | 17"90 | 19"27 17"22 17"21 (14"13) (19"65) |                |              |
| 11        | Hao-Zheng Lin                 | Taiwan      | 18"08 | 18"52 17"46 18"27 (14"94) (20"90) |                |              |
| 12        | Piti Pichedpan                | Thailandia  | 18"12 | 20"43 16"86 (13"46) (20"80) 17"08 |                |              |
| 13        | Muhammad Jihan Khalilurrahman | Indonesia   | 19"43 | (17"63) 21"09 18"68 18"52 (23"65) |                |              |
| 14        | Asia Konvittayayotin          | Thailandia  | 19"56 | 19"06 20"25 19"38 (18"83) (35"80) |                |              |
| 15        | Cornelius Dieckmann           | Germania    | 20"78 | (19"08) 23"33 (23"88) 19"72 19"30 |                |              |
| 16        | Erik Akkersdijk               | Paesi Bassi | 23"45 | 25"93 (21"09) 23"21 (DNF) 21"22   |                |              |

³ Cubo di Rubik risolto con una sola mano (One-Handed).

### 3×3 FM4
| Posizione | Persona                                                                                  | Paese                                                     | Media | Tempi | Record singolo   | Record media |
| --------- | ---------------------------------------------------------------------------------------- | --------------------------------------------------------- | ----- | ----- | ---------------- | ------------ |
| 1         | Sébastien Auroux                                                                         | Germania                                                  | 28    | 28    |                  |              |
| 2         | Daniel Sheppard Milán Baticz                                                             | Regno Unito Ungheria                                      | 29    | 29    |                  |              |
| 4         | Tim Reynolds                                                                             | Stati Uniti                                               | 30    | 30    |                  |              |
| 5         | Feliks Zemdegs Jin Mochizuki Yohei Suzuki                                                | Australia Giappone                                        | 33    | 33    |                  |              |
| 9         | Simon Westlund Xiaobo Jin                                                                | Svezia Cina                                               | 34    | 34    |                  |              |
| 11        | Stephen Adhisaputra                                                                      | Indonesia                                                 | 35    | 35    |                  |              |
| 12        | Bence Barát Chris Hardwick Erik Akkersdijk Roman Ostapenko                               | Ungheria Stati Uniti Paesi Bassi Ucraina                  | 36    | 36    | Record nazionale |              |
| 16        | Chris Krueger Cornelius Dieckmann Dan Cohen François Courtès Nathan Azaria Sergey Ryabko | Stati Uniti Germania Stati Uniti Francia Indonesia Russia | 37    | 37    |                  |              |

4 Cubo di Rubik risolto nel minor numero di mosse (Fewest Moves).

### 3×3 WF5
| Posizione | Persona             | Paese         | Media   | Tempi                   | Record singolo   | Record media     |
| --------- | ------------------- | ------------- | ------- | ----------------------- | ---------------- | ---------------- |
| 1         | Henrik Buus Aagaard | Danimarca     | 43"05   | 46"68 42"03 40"43       | Record nazionale | Record nazionale |
| 2         | Tong Boonrod        | Thailandia    | 44"59   | 41"59 45"93 46"25       | Record nazionale | Record asiatico  |
| 3         | Renhard Julindra    | Indonesia     | 47"59   | 42"80 45"18 54"78       |                  | Record nazionale |
| 4         | Yunsu Nam           | Corea del Sud | 51"29   | 46"65 48"13 59"08       |                  |                  |
| 5         | Arifumi Fushimi     | Giappone      | 52"83   | 52"55 1'02"51 43"44     |                  |                  |
| 6         | Péter Pozsgai       | Ungheria      | 52"86   | 54"16 58"11 46"31       |                  | Record nazionale |
| 7         | Erik Akkersdijk     | Paesi Bassi   | 56"32   | 56"50 52"09 1'00"36     |                  | Record nazionale |
| 8         | Yumu Tabuchi        | Giappone      | 57"67   | 55"86 1'01"81 55"33     |                  |                  |
| 9         | Takuya Furukawa     | Giappone      | 1'08"55 | 1'24"65 1'03"15 57"84   |                  |                  |
| 10        | Daniel Sheppard     | Regno Unito   | 1'13"03 | 1'14"38 1'12"02 1'12"68 |                  |                  |
| 11        | Simon Westlund      | Svezia        | 1'21"16 | 1'04"56 1'00"52 1'58"40 |                  |                  |
| 12        | Riadi Arsandi       | Indonesia     | 1'22"66 | 1'19"52 1'26"53 1'21"93 |                  |                  |

5 Cubo di Rubik risolto con i piedi (With Feet).

### Megaminx
| Posizione | Persona               | Paese         | Media   | Tempi                                       | Record singolo   | Record media     |
| --------- | --------------------- | ------------- | ------- | ------------------------------------------- | ---------------- | ---------------- |
| 1         | Simon Westlund        | Svezia        | 51"23   | (55"40) 49"30 51"86 52"52 (46"69)           |                  |                  |
| 2         | Bálint Bodor          | Ungheria      | 52"10   | 47"25 (43"18) (56"77) 52"58 56"47           | Record nazionale |                  |
| 3         | Oscar Roth Andersen   | Danimarca     | 56"44   | (54"91) 58"56 55"72 (1'03"03) 55"05         |                  | Record nazionale |
| 4         | Matic Omulec          | Slovenia      | 1'05"54 | 1'07"77 (1'10"33) 1'02"94 (59"40) 1'05"90   |                  |                  |
| 5         | Feliks Zemdegs        | Australia     | 1'06"07 | (1'41"53) 1'04"33 1'06"83 1'07"05 (1'01"11) |                  |                  |
| 6         | Karina Grandjean Beck | Danimarca     | 1'06"12 | 1'04"31 (1'03"65) 1'06"11 (1'11"13) 1'07"93 |                  |                  |
| 7         | Rowe Hessler          | Stati Uniti   | 1'07"83 | (1'02"90) 1'09"05 (1'10"52) 1'03"93 1'10"56 |                  |                  |
| 8         | Gomain Ngernseng      | Thailandia    | 1'07"98 | (2'07"59) 1'06"68 (1'00"81) 1'07"34 1'09"91 |                  |                  |
| 9         | Milán Baticz          | Ungheria      | 1'09"48 | (1'06"77) 1'07"83 1'07"22 1'13"38 (1'21"78) |                  |                  |
| 10        | Erik Akkersdijk       | Paesi Bassi   | 1'10"63 | 1'07"06 1'13"44 1'11"40 (1'18"40) (1'05"22) |                  |                  |
| 11        | Richard Jay S" Apagar | Filippine     | 1'11"05 | 1'08"71 (1'03"80) 1'11"97 (1'13"34) 1'12"47 |                  |                  |
| 12        | Louis Cormier         | Canada        | 1'18"73 | 1'20"33 1'19"53 1'16"34 (1'24"27) (1'14"66) |                  |                  |
| 13        | Dan Cohen             | Stati Uniti   | 1'20"02 | (1'23"78) 1'19"40 (1'18"97) 1'20"56 1'20"11 |                  |                  |
| 14        | Tanai Chaikraveephand | Thailandia    | 1'20"19 | (1'47"50) (1'04"16) 1'27"47 1'23"31 1'09"78 |                  |                  |
| 15        | Syuhei Omura          | Giappone      | 1'25"15 | (1'12"33) 1'28"13 1'25"53 1'21"80 (DNF)     |                  |                  |
| 16        | Jong-Ho Jeong         | Corea del Sud | 1'25"59 | (1'35"56) 1'24"22 1'28"40 1'24"16 (1'15"65) |                  |                  |

### Pyraminx
| Posizione | Persona                | Paese       | Media | Tempi                         | Record singolo   | Record media |
| --------- | ---------------------- | ----------- | ----- | ----------------------------- | ---------------- | ------------ |
| 1         | Jules Desjardin        | Francia     | 4"67  | (3"72) 4"05 (8"31) 4"80 5"15  |                  |              |
| 2         | Oscar Roth Andersen    | Danimarca   | 4"75  | 3"55 (2"83) (DNF) 6"13 4"58   |                  |              |
| 3         | Yohei Oka              | Giappone    | 4"78  | (3"25) 4"33 5"05 (DNF) 4"96   |                  |              |
| 4         | Riadi Arsandi          | Indonesia   | 4"96  | (7"38) 5"28 4"96 4"65 (4"61)  |                  |              |
| 5         | Brúnó Bereczki         | Ungheria    | 5"17  | (4"03) 5"25 4"43 (8"15) 5"83  |                  |              |
| 6         | Simon Westlund         | Svezia      | 5"90  | (4"25) 5"83 (7"18) 4"97 6"91  |                  |              |
| 7         | Jin Mochizuki          | Giappone    | 6"18  | 7"09 5"41 (10"28) 6"03 (4"59) |                  |              |
| 8         | Feliks Zemdegs         | Australia   | 6"20  | 6"25 (3"00) 5"81 (8"21) 6"53  | Record oceaniano |              |
| 9         | Worapat Charoensuk     | Thailandia  | 6"31  | (8"02) 5"75 (5"41) 6"06 7"13  |                  |              |
| 10        | Erik Akkersdijk        | Paesi Bassi | 6"51  | (4"66) 6"03 (16"28) 7"43 6"08 |                  |              |
| 11        | Dan Cohen              | Stati Uniti | 7"04  | 7"06 4"78 (6"66) 7"40 (10"90) |                  |              |
| 12        | Renhard Julindra       | Indonesia   | 7"28  | 7"77 (5"83) (12"13) 6"69 7"38 |                  |              |
| 13        | Milán Baticz           | Ungheria    | 7"36  | 6"46 (5"34) (8"56) 7"94 7"68  |                  |              |
| 14        | Sébastien Auroux       | Germania    | 7"91  | 7"71 (9"50) 7"06 (4"47) 8"96  |                  |              |
| 15        | Nipat Charoenpholphant | Thailandia  | 8"11  | 6"77 (6"68) (18"08) 9"72 7"83 |                  |              |
| 16        | Daniel Sheppard        | Regno Unito | 8"26  | (6"94) 8"25 (9"88) 7"00 9"53  |                  |              |

### Square-1
| Posizione | Persona               | Paese         | Media | Tempi                             | Record singolo | Record media |
| --------- | --------------------- | ------------- | ----- | --------------------------------- | -------------- | ------------ |
| 1         | Dan Cohen             | Stati Uniti   | 16"42 | 17"78 15"68 (14"50) 15"81 (20"30) |                |              |
| 2         | Mats Valk             | Paesi Bassi   | 20"44 | 21"33 (26"91) (15"69) 17"30 22"68 |                |              |
| 3         | Takao Hashimoto       | Giappone      | 21"72 | (26"71) 21"58 (16"11) 24"58 19"00 |                |              |
| 4         | François Courtès      | Francia       | 21"94 | (DNF) 23"55 (19"52) 21"36 20"91   |                |              |
| 5         | Nathan Azaria         | Indonesia     | 22"18 | 24"25 (24"53) (18"94) 19"58 22"72 |                |              |
| 6         | Simon Westlund        | Svezia        | 22"73 | 24"36 (31"96) 21"65 22"18 (21"44) |                |              |
| 7         | Teera Tareesuchevakul | Thailandia    | 22"89 | (32"83) 20"16 26"43 (21"05) 21"18 |                |              |
| 8         | Anukun Supcharoenkun  | Thailandia    | 24"57 | 26"34 25"58 (33"06) 21"78 (21"18) |                |              |
| 9         | Feliks Zemdegs        | Australia     | 24"59 | (45"28) 27"61 20"59 (14"61) 25"58 |                |              |
| 10        | Bence Barát           | Ungheria      | 24"98 | 26"08 19"65 (15"55) (29"46) 29"22 |                |              |
| 11        | Michał Pleskowicz     | Polonia       | 27"07 | 25"19 27"68 (29"80) 28"34 (21"55) |                |              |
| 12        | Dene Beardsley        | Nuova Zelanda | 27"29 | (39"50) 26"16 30"78 24"94 (20"52) |                |              |
| 13        | Daniel Sheppard       | Regno Unito   | 28"08 | 31"44 (33"22) 25"03 27"78 (21"18) |                |              |
| 14        | Lars Vandenbergh      | Belgio        | 28"21 | (38"25) 27"91 28"69 (22"25) 28"03 |                |              |
| 15        | Fumiki Koseki         | Giappone      | 28"96 | 28"03 (24"33) 32"81 (44"21) 26"05 |                |              |
| 16        | Baramee Pookcharoen   | Thailandia    | 38"65 | 45"78 39"33 (30"13) 30"83 (55"47) |                |              |

### Clock
| Posizione | Persona               | Paese       | Media | Tempi                             | Record singolo   | Record media     |
| --------- | --------------------- | ----------- | ----- | --------------------------------- | ---------------- | ---------------- |
| 1         | Daniel Sheppard       | Regno Unito | 7"51  | (9"00) 6"50 7"71 (6"16) 8"31      | Record nazionale | Record europeo   |
| 2         | Javier Tirado Ortiz   | Spagna      | 7"71  | 8"55 5"83 7"68 (6"90) (13"46)     | Record mondiale  |                  |
| 3         | Yu Sajima             | Giappone    | 7"98  | 8"18 (6"16) 8"68 (10"47) 7"09     | Record nazionale |                  |
| 4         | Hung Lo               | Taiwan      | 8"99  | 10"38 8"18 8"41 (10"72) 7"81      |                  | Record nazionale |
| 5         | Arifumi Fushimi       | Giappone    | 9"39  | (DNF) 8"25 7"71 (6"66) 12"22      |                  |                  |
| 6         | Tim Reynolds          | Stati Uniti | 9"43  | 9"65 (8"08) 10"19 8"44 (10"53)    |                  |                  |
| 7         | Nathan Azaria         | Indonesia   | 9"52  | (DNF) 13"28 (6"84) 7"02 8"27      | Record nazionale |                  |
| 8         | Gábor Szabó           | Ungheria    | 9"75  | 9"88 (8"09) 8"71 (11"34) 10"65    |                  |                  |
| 9         | Jesús Masanet García  | Spagna      | 9"91  | 9"63 9"88 (11"75) (8"83) 10"22    |                  |                  |
| 10        | Dan Cohen             | Stati Uniti | 10"33 | 10"65 (DNF) (7"78) 8"55 11"80     |                  |                  |
| 11        | Simon Westlund        | Svezia      | 10"44 | 10"66 11"56 9"11 (9"02) (DNF)     |                  |                  |
| 12        | Sébastien Auroux      | Francia     | 11"62 | 11"22 (13"00) (11"13) 11"63 12"00 |                  |                  |
| 13        | Prin Kijviwattanakarn | Thailandia  | 11"82 | 12"08 (9"13) 10"58 12"80 (21"83)  | Record nazionale |                  |
| 14        | Fumiki Koseki         | Giappone    | 11"83 | (14"18) (10"71) 12"53 11"52 11"43 |                  |                  |
| 15        | Gaël Dusser           | Francia     | 12"16 | (9"78) (DNF) 11"69 12"78 12"00    |                  |                  |
| 16        | Yohei Oka             | Giappone    | 13"53 | 15"59 10"81 (DNF) (10"61) 14"18   |                  |                  |

### Magic
| Posizione | Persona                | Paese       | Media | Tempi                        | Record singolo | Record Media |
| --------- | ---------------------- | ----------- | ----- | ---------------------------- | -------------- | ------------ |
| 1         | Bálint Bodor           | Ungheria    | 0"93  | 0"91 0"93 0"94 (0"88) (DNF)  |                |              |
| 2         | Cornelius Dieckmann    | Germania    | 1"00  | 1"00 1"02 (1"03) 0"97 (0"93) |                |              |
| 3         | Máté Horváth           | Ungheria    | 1"06  | 1"06 (1"15) 1"05 1"06 (1"03) |                |              |
| 4         | Mats Valk              | Paesi Bassi | 1"14  | (1"38) 1"18 1"11 1"13 (1"06) |                |              |
| 5         | Péter Pozsgai          | Ungheria    | 1"16  | (1"31) 1"18 1"16 (1"13) 1"13 |                |              |
| 6         | Yohei Oka              | Giappone    | 1"25  | 1"22 (1"21) 1"27 1"25 (1"91) |                |              |
| 7         | Daniel Yeo Sian Leng   | Malaysia    | 1"30  | 1"18 (1"06) (DNF) 1"13 1"58  |                |              |
| 8         | Tim Reynolds           | Stati Uniti | 1"36  | 1"43 1"27 1"38 (1"44) (1"16) |                |              |
| 9         | Daniel Sheppard        | Regno Unito | 1"38  | 1"36 1"43 1"36 (1"31) (DNF)  |                |              |
| 10        | Henrik Buus Aagaard    | Danimarca   | 1"45  | 1"13 (1"02) 1"56 (3"02) 1"65 |                |              |
| 11        | Nipat Charoenpholphant | Thailandia  | 1"52  | 1"84 (DNF) 1"75 (0"86) 0"97  |                |              |
| 12        | Prin Kijviwattanakarn  | Thailandia  | 1"62  | 1"06 (1"06) 1"34 2"46 (DNF)  |                |              |
| 13        | Jin Mochizuki          | Giappone    | 1"99  | 1"02 3"16 (0"94) (DNF) 1"80  |                |              |
| 14        | Takuya Furukawa        | Giappone    | 2"24  | 1"80 3"31 1"61 (3"36) (1"25) |                |              |
| 15        | Natthaphat Mahtani)    | Thailandia  | 7"56  | 1"31 (DNF) 1"78 (1"30) 19"59 |                |              |
| 16        | Filippo Brancaleoni    | Italia      | DNF   | DNF DNF 1"15 1"03 2"90       |                |              |

### Master Magic
| Posizione | Persona                | Paese      | Media | Tempi                        | Record singolo   | Record Media     |
| --------- | ---------------------- | ---------- | ----- | ---------------------------- | ---------------- | ---------------- |
| 1         | Máté Horváth           | Ungheria   | 2"21  | 2"25 2"19 (2"08) (2"81) 2"18 |                  |                  |
| 2         | Yoshiaki Hirayama      | Giappone   | 2"43  | 2"31 2"71 (2"27) 2"27 (2"80) |                  |                  |
| 3         | Milán Baticz           | Ungheria   | 2"71  | 2"34 (2"13) 3"66 (4"22) 2"13 |                  |                  |
| 4         | Bence Barát            | Ungheria   | 2"72  | 2"56 (2"84) (2"30) 2"77 2"84 |                  |                  |
| 5         | Sanio Kasumovic        | Austria    | 2"82  | (2"56) 2"58 (3"63) 2"59 3"30 |                  |                  |
| 6         | Nipat Charoenpholphant | Thailandia | 2"91  | 3"18 (4"72) (2"31) 2"75 2"81 | Record nazionale |                  |
| 7         | Henrik Buus Aagaard    | Danimarca  | 3"12  | 2"97 (4"68) 2"81 (2"80) 3"58 |                  |                  |
| 8         | Matic Omulec           | Slovenia   | 3"27  | 3"16 (3"15) (7"11) 3"21 3"43 | Record nazionale | Record nazionale |
| 9         | Bálint Bodor           | Ungheria   | 3"69  | 3"34 3"47 (5"22) 4"25 (2"55) |                  |                  |
| 10        | Takayuki Ookusa        | Giappone   | 3"73  | 3"38 4"88 (7"72) 2"93 (2"78) |                  |                  |
| 11        | Javier Tirado Ortiz    | Spagna     | 3"76  | 3"84 (3"16) 3"65 (5"56) 3"80 |                  |                  |
| 12        | Simone Ciancotti       | Italia     | 4"11  | 3"21 (2"91) 2"91 6"22 (DNF)  |                  |                  |
| 13        | Jin Mochizuki          | Giappone   | 4"62  | 5"34 (6"47) (2"88) 4"58 3"93 |                  |                  |
| 14        | Baramee Pookcharoen    | Thailandia | 4"98  | 6"18 4"11 (DNF) (3"22) 4"66  |                  |                  |
| 15        | Wang Junwen            | Malaysia   | 5"39  | (DNF) 3"66 3"86 (3"61) 8"66  |                  |                  |
| 16        | Filippo Brancaleoni    | Italia     | 5"74  | 4"71 (3"30) 7"19 5"31 (9"80) |                  |                  |

### 6×6×6
| Posizione | Persona              | Paese         | Media   | Tempi                   | Record singolo   | Record Media     |
| --------- | -------------------- | ------------- | ------- | ----------------------- | ---------------- | ---------------- |
| 1         | Feliks Zemdegs       | Australia     | 2'09"29 | 2'14"69 2'10"84 2'02"33 |                  | Record oceaniano |
| 2         | Dan Cohen            | Stati Uniti   | 2'30"55 | 2'41"22 2'30"35 2'20"09 |                  |                  |
| 3         | Bence Barát          | Ungheria      | 2'32"29 | 2'45"44 2'16"75 2'34"69 |                  |                  |
| 4         | Asia Konvittayayotin | Thailandia    | 2'35"32 | 2'33"31 2'41"44 2'31"22 |                  |                  |
| 5         | Jong-Ho Jeong        | Corea del Sud | 2'44"58 | 2'41"50 2'52"09 2'40"16 |                  |                  |
| 6         | Simon Westlund       | Svezia        | 2'44"61 | 2'39"88 2'42"65 2'51"31 |                  |                  |
| 7         | Bálint Bodor         | Ungheria      | 2'45"62 | 2'43"18 2'30"83 3'02"86 |                  |                  |
| 8         | Kuo-Hao Wu           | Taiwan        | 2'47"51 | 2'47"86 2'20"09 3'14"58 | Record nazionale |                  |
| 9         | Erik Akkersdijk      | Paesi Bassi   | 2'49"24 | 3'10"08 2'39"56 2'38"09 |                  |                  |
| 10        | Cornelius Dieckmann  | Germania      | 3'01"92 | 3'01"71 2'56"90 3'07"15 |                  |                  |
| 11        | Dene Beardsley       | Nuova Zelanda | 3'02"40 | 3'15"81 2'48"93 3'02"46 |                  |                  |
| 12        | Kevin Hays           | Stati Uniti   | DNF     | 2'07"08 2'08"77 DNF     |                  |                  |

### 7×7×7
| Posizione | Persona              | Paese         | Media   | Tempi                   | Record singolo   | Record Media     |
| --------- | -------------------- | ------------- | ------- | ----------------------- | ---------------- | ---------------- |
| 1         | Bence Barát          | Ungheria      | 3'37"75 | 3'46"15 3'33"58 3'33"53 |                  | Record nazionale |
| 2         | Kevin Hays           | Stati Uniti   | 3'46"99 | 3'37"52 3'51"19 3'52"27 | Record nazionale |                  |
| 3         | Feliks Zemdegs       | Australia     | 3'54"41 | 3'53"27 3'47"47 4'02"50 |                  | Record oceaniano |
| 4         | Asia Konvittayayotin | Thailandia    | 4'01"27 | 4'14"31 4'04"84 3'44"66 | Record nazionale | Record nazionale |
| 5         | Jong-Ho Jeong        | Corea del Sud | 4'05"91 | 4'25"25 3'51"59 4'00"90 | Record nazionale | Record nazionale |
| 6         | Milán Baticz         | Ungheria      | 4'09"81 | 4'18"21 4'04"75 4'06"47 |                  |                  |
| 7         | Erik Akkersdijk      | Paesi Bassi   | 4'32"12 | 4'22"93 4'22"68 4'50"75 |                  |                  |
| 8         | Dan Cohen            | Stati Uniti   | 4'32"94 | 4'42"19 4'27"27 4'29"36 |                  |                  |
| 9         | Dene Beardsley       | Nuova Zelanda | 4'51"85 | 5'08"58 4'50"83 4'36"13 |                  |                  |
| 10        | Kuo-Hao Wu           | Taiwan        | 4'52"36 | 4'31"13 4'57"81 5'08"15 |                  |                  |
| 11        | Simon Westlund       | Svezia        | 4'53"30 | 4'36"63 4'45"41 5'17"86 |                  |                  |
| 12        | Cornelius Dieckmann  | Germania      | 5'15"70 | 5'26"56 5'15"43 5'05"11 |                  |                  |

### 5×5 BLD²
| Posizione | Persona                    | Paese       | Miglior Risultato | Tempi | Record singolo   |
| --------- | -------------------------- | ----------- | ----------------- | ----- | ---------------- |
| 1         | Chris Hardwick             | Stati Uniti | 15'06"00          |       |                  |
| 2         | Muhammad Iril Khairul Anam | Indonesia   | 18'04"00          |       |                  |
| 3         | Daniel Sheppard            | Regno Unito | 20'45"00          |       | Record nazionale |
| 4         | Aldo Feandri               | Indonesia   | 22'49"00          |       |                  |
| 5         | István Kocza               | Ungheria    | 25'27"00          |       |                  |

² Cubo di Rubik risolto da bendati (Blindfolded).

### 4×4 BLD²
| Posizione | Persona                 | Paese       | Miglior Risultato | Tempi        | Record singolo |
| --------- | ----------------------- | ----------- | ----------------- | ------------ | -------------- |
| 1         | Aldo Feandri            | Indonesia   | 5'52"50           | 5'52"50 DNF  |                |
| 2         | Chris Hardwick          | Stati Uniti | 6'09"85           | 6'09"85 DNF  |                |
| 3         | Simon Westlund          | Svezia      | 9'47"69           | DNF 9'47"69  |                |
| 4         | István Kocza            | Ungheria    | 11'28"00          | DNF 11'28"00 |                |
| 5         | Henrik Buus Aagaard     | Danimarca   | 11'30"00          | 11'30"00 DNF |                |
| 6         | Ryosuke Mondo           | Giappone    | 12'12"00          | 12'12"00 DNF |                |
| 7         | Milán Baticz            | Ungheria    | 13'14"00          | DNF 13'14"00 |                |
| 8         | Michelle Nataniel Yugie | Indonesia   | 14'31"00          | DNF 14'31"00 |                |
| 9         | Shelley Chang           | Stati Uniti | 14'56"00          | DNF 14'56"00 |                |
| 10        | Riadi Arsandi           | Indonesia   | 15'01"00          | 15'01"00 DNF |                |
| 11        | Chris Krueger           | Stati Uniti | 16'16"00          | 16'16"00 DNS |                |
| 12        | Luchen Zhang            | Cina        | 20'12"00          | DNF 20'12"00 |                |

² Cubo di Rubik risolto da bendati (Blindfolded).

### 3×3 multi BLD²
| Posizione | Persona              | Paese        | Miglior Risultato | Tempi                    | Record singolo   |
| --------- | -------------------- | ------------ | ----------------- | ------------------------ | ---------------- |
| 1         | Marcell Endrey       | Ungheria     | 19/19 53"48       | 19/19 53"48 DNS          | Record mondiale  |
| 2         | Zane Carney          | Australia    | 19/21 49"56       | 19/21 49"56 DNS          | Record oceaniano |
| 3         | Daniel Sheppard      | Regno Unito] | 13/17 58"00       | 13/17 58"00 DNS          |                  |
| 4         | Ryosuke Mondo        | Giappone     | 9/10 51"07        | 7/10 54"20 9/10 51"07    | Record nazionale |
| 5         | Aldo Feandri         | Indonesia    | 11/14 58"20       | 11/14 58"20 9/12 52"19   |                  |
| 6         | Fabrizio Cirnigliaro | Italia       | 10/12 59"34       | 10/12 59"34 7/11 1'00"00 |                  |
| 7         | István Kocza         | Ungheria     | 9/11 56"40        | 9/11 56"40 7/11 57"12    |                  |
| 8         | François Courtès     | Francia      | 8/10 51"12        | 7/10 59"34 8/10 51"12    | Record nazionale |
| 9         | Cornelius Dieckmann  | Germania     | 5/5 37"28         | 5/5 37"28 DNS            |                  |
| 10        | Chinnaboot Sangdara  | Thailandia   | 7/9 1'00"00       | 7/9 1'00"00 5/7 58"51    |                  |
| 11        | Simon Westlund       | Svezia       | 5/6 36'18         | 5/6 36'18 DNS            |                  |
| 12        | Sanae Koseki         | Giappone     | 5/6 54"21         | 5/6 54"21 4/6 52"22      |                  |
| 13        | Sébastien Auroux     | Germania     | 6/8 1'00"00       | 6/8 1'00"00 DNS          |                  |
| 14        | Riadi Arsandi        | Indonesia    | 4/5 34"57         | 4/5 34"57                |                  |
| 15        | Kevin Guillaumond    | Francia      | 2/2 13"58         | 2/2 13"58                |                  |
| 16        | Baramee Pookcharoen  | Thailandia   | 3/4 33"42         | 3/4 33"42                |                  |

² Cubo di Rubik risolto da bendati (Blindfolded).

 = Record mondiale

 = Record europeo

 = Record americano

 = Record asiatico

 = Record nazionale

DNF = Risoluzione del cubo non completata